# The Singles Collection (Status Quo)
The Singles Collection è una raccolta del gruppo musicale britannico Status Quo, pubblicata nel 1998 dalla Castle Communications.

## Il disco
Interamente rimasterizzato, si tratta di un doppio CD che racchiude incisioni realizzate dalla band nei primi anni di carriera, nel periodo compreso tra il 1966 e il 1971, nella vigenza del contratto con l'etichetta Pye Records.
Il primo disco comprende al completo tutta la discografia a 45 giri distribuita nel corso del quinquennio, con i relativi lati B. Gran parte del secondo CD comprende invece materiale del tutto inedito, sia con brani originali, sia con modelli diversi o alternativi di pezzi già pubblicati in versione ufficiale.
Nella confezione è contenuto anche un libretto illustrativo con le recensioni a tutti i brani ed un commento dei due membri storici del gruppo Francis Rossi e Rick Parfitt.

## Tracce
CD 1
1. Pictures of Matchstick Men - 3:12 - (Francis Rossi)
2. Gentlemen Joe's Sidewalk Cafè - 3:00 - (Kenny Young)
3. Black Veils of Melancholy - 3:14 - (Francis Rossi)
4. To Be Free - 2:37 - (Roy Lynes)
5. Ice in the Sun - 2:13 - (Wilde/Scott)
6. When My Mind Is Not Live - 2:49 - (Rossi/Parfitt)
7. Technicolour Dreams - 2:41 - (Anthony King)
8. Paradise Flats - 3.11 - (Wilde/Scott)
9. Make Stay a Bit Longer - 2:55 - (Rossi/Parfitt)
10. Auntie Nellie - 3:21 - (Alan Lancaster)
11. Are You Growing Tired of My Love - 3:37 - (Anthony King)
12. So Ends Another Life - 3:38 - (Alan Lancaster)
13. The Price of Love - 3:41 - (D. & P. Everly)
14. Little Miss Nothing - 2:55 - (Rossi/Parfitt)
15. Down the Dustpipe - 2:04 - (Carl Grossman)
16. Face Without a Soul - 3:07 - (Rossi/Parfitt)
17. In My Chair - 3:15 - (Rossi/Young)
18. Gerdundula (early version) - 3:23 - (Manston/James)
19. Tune to the Music - 3:08 - (Rossi/Parfitt)
20. Good Thinking (Batman) - 3:41 - (Rossi, Young, Parfitt, Lancaster, Coghlan)
21. Mean Girl - 3:58 - (Rossi/Young)
22. Everything - 2:57 - (Rossi/Parfitt)
23. Gerdundula - 2:52 - (Manston/James)
24. Lakky Lady - 3:05 - (Rossi/Parfitt)
25. Railroad Part 1 - 3:53 - (Rossi/Young)
26. Railroad Part 2 - 3:12 - (Rossi/Young)

CD 2
1. I (Who Have Nothing) - 3:03 - (Donida/Mogol/Leiber/Stoller) pubblicato col nome di “The Spectres”
2. Neighbour Neighbour - 2:44 - (Valler) pubblicato col nome di “The Spectres”
3. Hurdy Gurdy Man - 3:17 - (Lancaster/Barlow) pubblicato col nome di “The Spectres”
4. Laticia - 3:01 - (Lancaster/Barlow) pubblicato col nome di “The Spectres”
5. (We Ain't Got) Nothin' Yet - 2:20 - (Gilbert/Scala/Esposito) pubblicato col nome di “The Spectres”
6. I Want It - 2:03 - (Lynes/Coghlan/Rossi/Lancaster) pubblicato col nome di “The Spectres”
7. Almost but Not Quite There - 2:47 - (Rossi/Barlow) pubblicato col nome di “Traffic Jam”
8. Wait a Minute - 2:20 - (Lynes) pubblicato col nome di “Traffic Jam”
9. Walking With My Angel - 2:16 - (Goffin/King) registrato col nome di “The Spectres” – traccia mai pubblicata in precedenza
10. When He Passed By - 2:45 - (autore sconosciuto) registrato col nome di “The Spectres” – traccia mai pubblicata in precedenza
11. Spics and Specs - 2:41 - (Gibb) registrato col nome di “The Spectres” – traccia mai pubblicata in precedenza
12. Neighbour Neighbour - 2:44 - (Valzer) registrato col nome di “The Spectres” – versione mix mai pubblicata in precedenza
13. Pictures of Matchstick Men - 2:19 - (Rossi) versione mix mai pubblicata in precedenza
14. The Price of Love - 3:44 - (Everly/Everly) versione mix mai pubblicata in precedenza
15. Josie - 3:40 - (Di Mucci/Fasce) versione mix mai pubblicata in precedenza
16. Tune to the Music - 3:44 - (Rossi/Young) versione strumentale mai pubblicata in precedenza
17. Time to Fly - 4:17 - (Lancaster) versione mai pubblicata in precedenza
18. Nanana - 2:32 - (Rossi/Young) versione mai pubblicata in precedenza
19. Laughing Machine - 0:38 - (autore sconosciuto) – unreleased out-take from studio
20. So Is It Really Me - 5:43 - (Lancaster) versione mai pubblicata in precedenza
21. Gerdundula - 3:40 - (Manston/James) versione mai pubblicata in precedenza
22. Tune to the Music - 3:02 - (Rossi/Young) versione alternativa mai pubblicata in precedenza
23. There's Something Going on in My Head - 4:57 - (Lancaster) versione mai pubblicata in precedenza

## Formazione
- Francis Rossi – chitarra solista, voce
- Rick Parfitt – chitarra ritmica, voce
- Alan Lancaster – basso, voce
- John Coghlan – percussioni
- Roy Lynes – tastiera